# Кисельников Сергій Юрійович
Сергій Юрійович Кисельников (12 травня 1958, Вологда — 2 грудня 2020) — радянський футболіст, захисник. Чемпіон світу серед молоді (1977), майстер спорту.

## Кар'єра
Сергій Кисельников протягом майже всієї своєї кар'єри виступав за вологодське «Динамо» у другій лізі чемпіонату СРСР. Навесні 1977 року футболіст виступав у складі московського «Динамо», за основний склад якого провів один товариський матч, а також зіграв 6 матчів (1 гол) у турнірі дублерів. У 1979 році грав за благовіщенський «Амур».
1977 року Сергій Кисельников брав участь у фінальному турнірі чемпіонату світу серед молоді у складі збірної СРСР і став його переможцем. У складі молодіжної збірної на цьому турнірі він зіграв 1 матч.
Після закінчення кар'єри виступає у міських турнірах з мініфутболу та турнірах ветеранів. У 2013 році взяв участь в естафеті олімпійського вогню від Вологодської області.